# Lagos de Wada

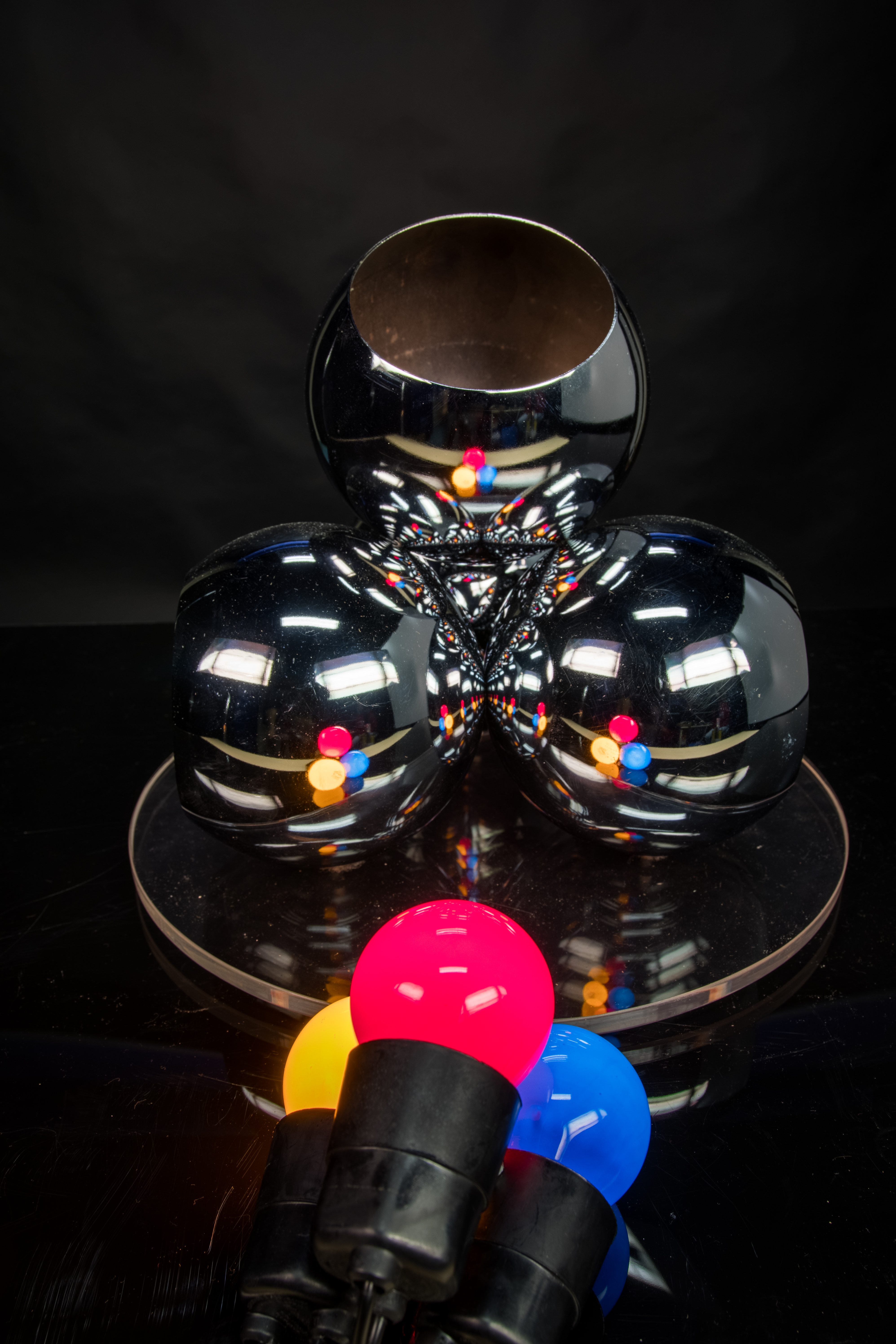
Objeto representando o Lago de Wada

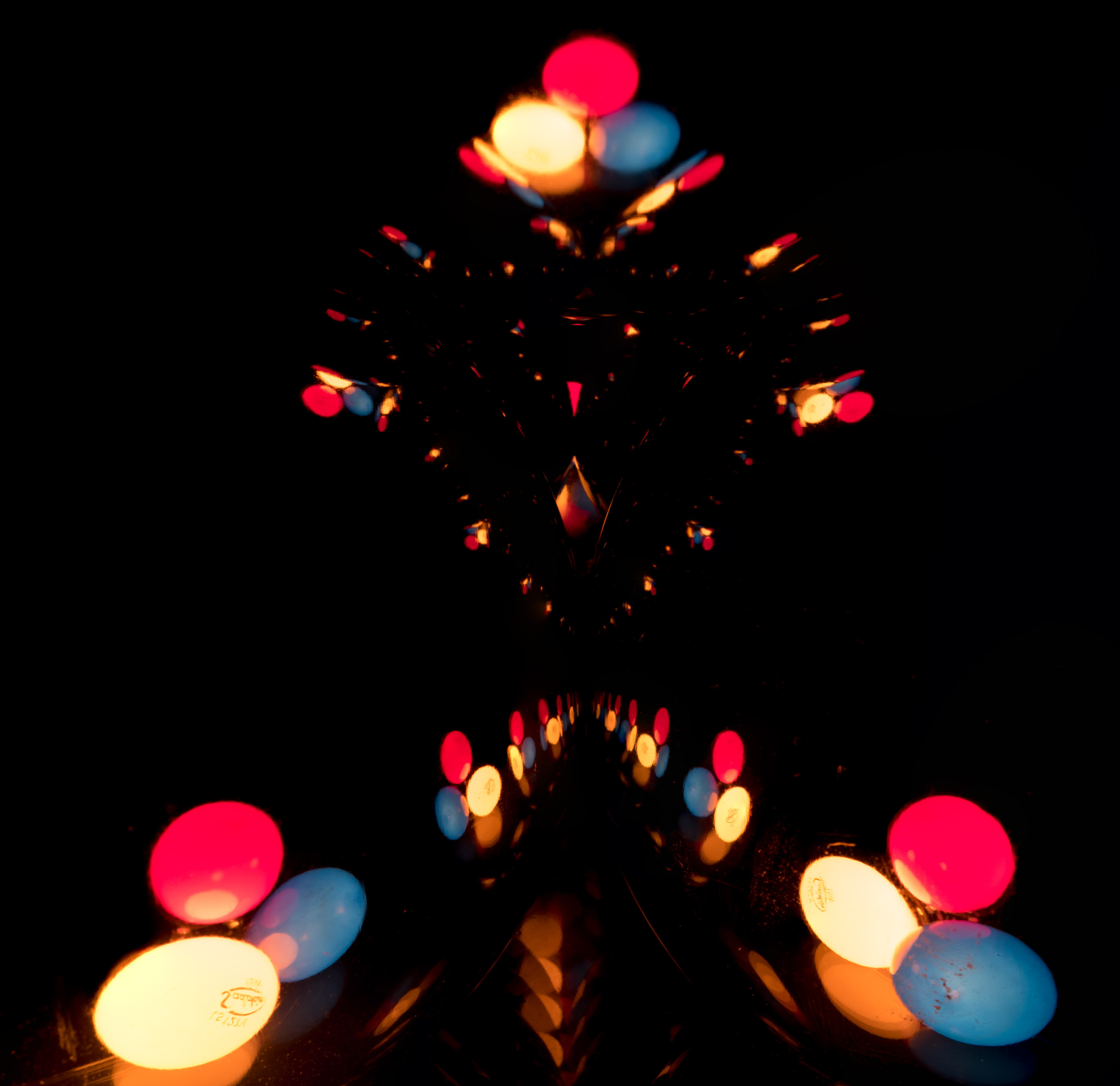
Representação do Lago de Wada

Em matemática, os lagos de Wada (和田の湖 Wada no mizuumi) são três conjuntos abertos, disjuntos e conexos do plano ou do quadrado unitário aberto com a propriedade contraintuitiva de que todos eles têm a mesma fronteira. 
Mais de dois conjuntos com a mesma fronteira são ditos terem a propriedade Wada; exemplos incluem bacias Wada em sistemas dinâmicos.
Os lagos de Wada foram introduzidos por Kunizō Yoneyama (1917, p. 60), que creditou a descoberta a Takeo Wada. Sua contribuição é similar a construção por Brouwer (1910) de um contínuo indecomponível, e de fato é possível para a fronteira comum de três conjuntos serem contínuos indecomponíveis.

## A construção dos lagos de Wada

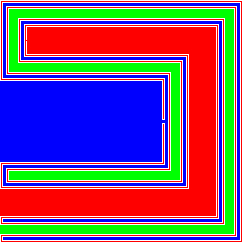
Primeiros cinco etapas dos Lagos de Wada

Os Lagos de Wada são formados começando com um quadrado unitário fechado de terra seca, e então escava-se 3 lagos de acordo com a seguinte regra:
- No dia n = 1, 2, 3,... estende-se o lago n mod 3 (= 0, 1, 2), de modo que ele seja aberto e conectado e passa a uma distância de 1/n de todo o restante da terra seca. Isto deve ser feito de forma que a terra seca restante permanece homeomórfica para um quadrado unitário fechado.

Depois de um número infinito de dias, três lagos ainda são conjuntos disjuntos conexos, e o restante de terra seca é o limite de cada um dos 3 lagos.
Por exemplo, os primeiros 5 dias podem ser (ver imagem à direita):
1. Cavar um lago azul de largura de 1/3 passando por √2/3 de toda a terra seca.
2. Cavar um lago vermelho de largura de 1/32 passando por √2/32 de todas as terras secas.
3. Cavar um lago verde de largura de 1/33 passando por √2/33 de todas as terras secas.
4. Estender o lago azul por um canal de largura 1/34 passando por √2/34 de toda a terra seca (O pequeno canal liga o fino lago azul para o mais espesso, perto do centro da imagem).
5. Estender o lago vermelho por um canal de largura 1/35 passando por √2/35 de toda a terra seca (O pequeno canal liga o fino lago vermelho para o mais espesso, perto do canto superior esquerdo da imagem).

Uma variação dessa construção pode produzir um número infinito contável de lagos conectados com a mesma fronteira: em vez de estender os lagos em ordem 1, 2, 0, 1, 2, 0, 1, 2, 0, ...., estender-los na ordem 0, 0, 1, 0, 1, 2, 0, 1, 2, 3, 0, 1, 2, 3, 4, ...e assim por diante.

## Bacias de Wada

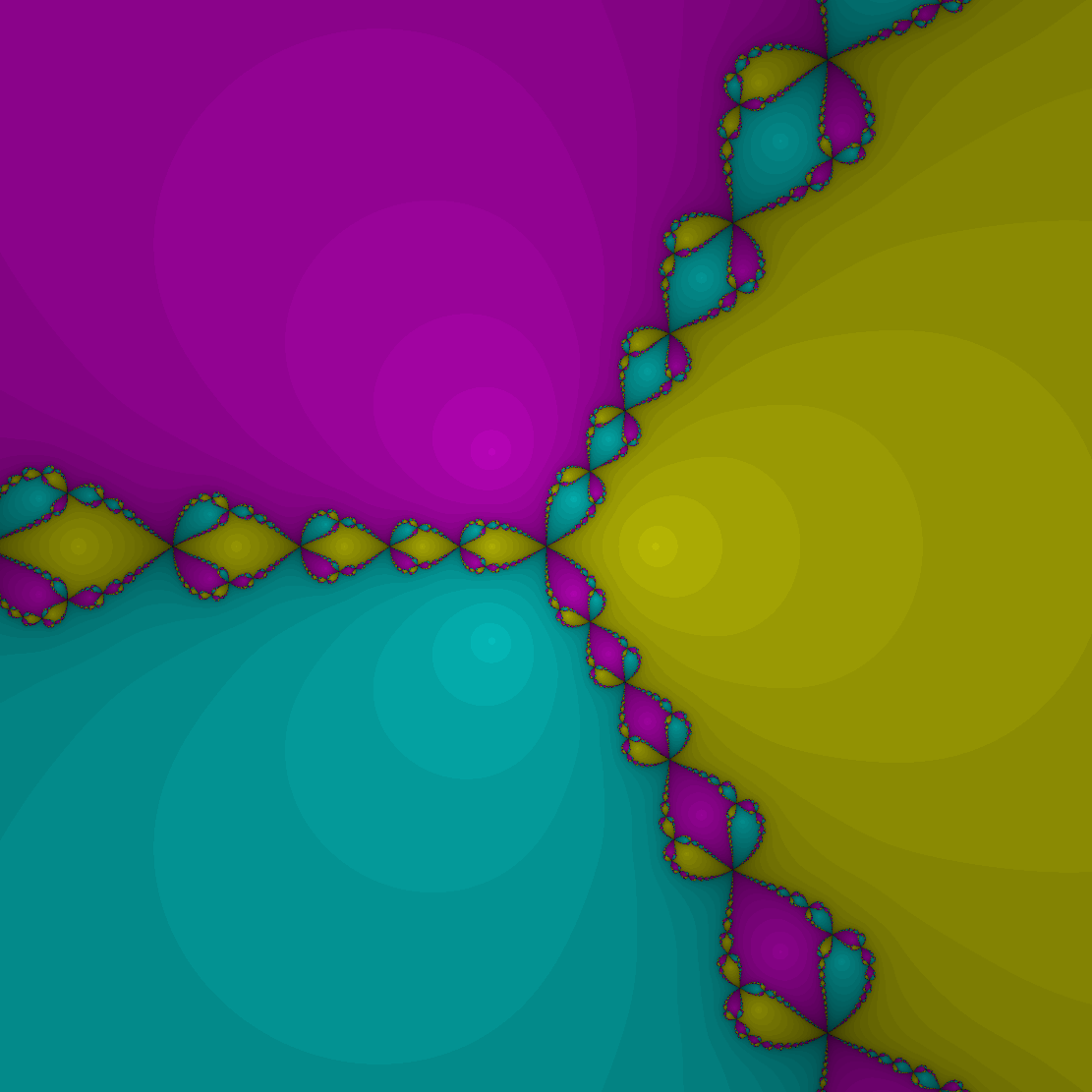
Bacias de atração de Wada para ; todas as três bacias abertas e desconectadas têm a mesma fronteira

Bacias de Wada são determinadas bacias de atração estudadas na matemática de sistemas não-lineares. Uma bacia tendo a propriedade de que cada vizinhança de cada ponto na fronteira dessa bacia intercepta ao menos três bases é chamada uma bacia de Wada, ou dito ter a propriedade de Wada. Ao contrário dos Lagos de Wada, bacias de Wada são muitas vezes desconectadas.
Um exemplo de bacias de Wada é dada pelo método de Newton-Raphson aplicado a um polinômio cúbico com raízes distintas, tais como {\displaystyle z^{3}-1}; veja a imagem.
Um sistema físico que demonstra bacias de Wada é o padrão de reflexões entre três esferas em contato.

## Bacias de Wada na teoria do caos
Na teoria do caos, bacias de Wada surgem muito frequentemente. Geralmente, a propriedade de Wada pode ser vista na bacia de atração de sistemas dinâmicos dissipativos. 
Mas a saída das bacias de sistema Hamiltoniano também pode mostrar a propriedade de Wada. No contexto da dispersão caótica de sistemas com várias saídas, bacias de saída mostram a propriedade de Wada. M. A. F. Sanjuan et. al  mostraram que o sistema Henon-Heiles de bacias de saída tem a propriedade de Wada.